# Akrokolioplax bicornis
Akrokolioplax bicornis és una espècie de peix cipriniforme de la família dels ciprínids que es troba al riu Salween al seu pas per la Xina.